# 貝赫什塔巴德村 (吉蘭省)
貝赫什塔巴德村（波斯語：بهشت آباد），是伊朗吉兰省阿姆拉什县兰库区沙布庫斯拉特鄉的一个村。2006年人口普查顯示該村人口为64人，分佈在21个家庭中。